# И
И je cirilska črka, ki se je razvila iz grške črke Η tako, da se je vodoravna črtica spremenila v poševno (istočasno pa se je črka Ν spremenila v Н). Črka И se izgovarja kot i in se po navadi tudi prečrkuje v latinico kot i.
Tradicionalno ime te črke je iže (иже), v novejšem času pa se bolj uporablja kratko ime i.
И se uporablja v vseh cirilskih abecedah, razen v beloruski. V ukrajinščini И za razliko od ostalih ne predstavlja glasu [i] ampak [ɪ].
| tiskano | pisano |
| ------- | ------ |
| И и     | И и    |